# Złomy Ruskie
Złomy Ruskie est une localité polonaise de la gmina de Narol, située dans le powiat de Lubaczów en voïvodie des Basses-Carpates.